# Volby do Poslanecké sněmovny Parlamentu České republiky 2009
Volby do Poslanecké sněmovny Parlamentu České republiky v roce 2009 se měly konat v pátek 9. a sobotu 10. října 2009. Mělo se jednat o předčasné volby, které by zkrátily páté volební období Poslanecké sněmovny Parlamentu České republiky. Zkrácení volebního období mělo být umožněno přijetím jednorázového ústavního zákona č. 195/2009 Sb. o zkrácení pátého volebního období Poslanecké sněmovny. Tento ústavní zákon byl však zrušen Ústavním soudem 10. září 2009. Termín voleb do PSP ČR byl nakonec přesunut z roku 2009 na rok 2010.

## Průběh událostí

### Politická dohoda a vyhlášení voleb
O předčasných volbách se začalo mluvit již brzy po odhalení výsledků voleb v roce 2006. Ty skončily volebním patem, kdy levicový (komunistický a sociálnědemokratický) blok získal 100 křesel, tedy stejně jako pozdější koalice ODS, KDU-ČSL a Strany zelených. Po půlroční politické krizi, kdy vládly vlády bez vyslovené důvěry, se vládě Mirka Topolánka podařilo 9. ledna 2007 získat důvěru Poslanecké sněmovny. Od té doby se opozice v čele s ČSSD několikrát snažila vládu sesadit. Nedůvěra vládě byla vyslovena až na pátý pokus dne 24. března 2009, v době předsednictví České republiky Radě Evropské unie.
Po pádu vlády se jednalo o několika variantách řešení vládní krize. Nakonec došlo k dohodě mezi ODS, ČSSD a Stranou zelených na úřednické vládě v čele s Janem Fischerem. Ta měla vládnout až do předčasných voleb. Předčasné volby měly být umožněny, podobně jako v roce 1998, ústavním zákonem zkracujícím volební období. Ten byl schválen 13. května Poslaneckou sněmovnou, Senátem 28. května a 15. června podepsán prezidentem.
Zákon určil jako nejzazší termín voleb 15. říjen 2009. Současně zkracoval termíny pro vypsání a organizaci voleb. Kandidující politické strany a hnutí tak musely kandidátní listiny předložit místo obvyklých 66 dní až 44 dní před začátkem voleb (26. srpna 2009).

### Kritika a zrušení ústavního zákona
Místopředseda Senátu Petr Pithart zvažoval podání ústavní stížnosti. Tu podal koncem srpna 2009 poslanec Miloš Melčák, kterého v řízení před Ústavním soudem zastupoval advokát Jan Kalvoda. Ústavní soud v reakci na tuto stížnost odložil vykonatelnost rozhodnutí prezidenta o vyhlášení voleb č. 207/2009 Sb., které bylo vydáno na základě napadeného ústavního zákona, na neurčito. To vyvolalo nejprve nejistotu o konání těchto voleb, avšak příprava voleb včetně vylosování čísel stran pro hlasovací lístky probíhala nadále. 10. září 2009 však byl napadený ústavní zákon Ústavním soudem zrušen. Toto rozhodnutí kritizoval prezident Václav Klaus jako bezprecedentní a aktivistické.

## Kandidující strany a hnutí
Následující strany podaly kandidátku ve všech 14 volebních krajích (řazeno abecedně):
- 12. Česká pirátská strana
- 10. Česká strana sociálně demokratická (s podporou Demokratické strany zelených [10])
- 3. Dělnická strana
- 22. Komunistická strana Čech a Moravy
- 8. Křesťanská a demokratická unie - Československá strana lidová (s podporou Evropské demokratické strany) [11]
- 7. Občané.cz
- 16. Občanská demokratická strana
- 18. Sdružení pro republiku – Republikánská strana Československa [12]
- 21. SDŽ – Strana důstojného života
- 20. STOP
- 17. Strana svobodných občanů
- 9. Strana zelených (s podporou Strany pro otevřenou společnost)[13]
- 4. Suverenita – Strana zdravého rozumu (s podporou Politiky 21, České strany národně socialistické, Nezávislých demokratů, Libertas.cz, Demokracie a Nespokojených občanů) [14]
- 6. TOP 09 (s podporou Starostů a nezávislých [15])
- 15. Věci veřejné (s podporou SNK Evropských demokratů a Alternativy (Nezávislí starostové, Unie svobody - Demokratická unie, Strana práce, Aktiv nezávislých občanů, 4 VIZE, Česká strana národně sociální a Demokratické unie České republiky)[16]
- 13. Volte Pravý Blok - stranu za snadnou a rychlou ODVOLATELNOST politiků a státních úředníků přímo občany, za NÍZKÉ daně, VYROVNANÝ rozpočet, MINIMALIZACI byrokracie, SPRAVEDLIVOU a NEZKORUMPOVANOU policii a justici, REFERENDA a PŘÍMOU demokracii WWW.CIBULKA.NET, kandidující s nejlepším protikriminálním programem PŘÍMÉ demokracie VY NEVĚŘÍTE POLITIKŮM A JEJICH NOVINÁŘŮM? NO KONEČNĚ! VĚŘME SAMI SOBĚ!!! - ale i s mnoha dalšími DŮVODY, proč bychom měli jít tentokrát VŠICHNI k volbám, ale - pokud nechceme být ZNOVU obelháni, podvedeni a okradeni - NEVOLIT žádnou parlamentní stranu vládnoucí (post) komunistické kriminální fízlokracie!!! - jenž žádá o volební podporu všechny české občany a daňové poplatníky, kteří chtějí změnit dnešní kriminální poměry, jejichž jsme všichni obětí, v jejich pravý opak! V BOJI MEZI DOBREM A ZLEM, PRAVDOU A LŽÍ, NELZE BÝT NEUTRÁLNÍ A PŘESTO ZŮSTAT SLUŠNÝ!!! Proto děkujeme za Vaši podporu!!!

Další strany a hnutí podaly kandidátky jen v některých volebních krajích (řazeno podle počtu krajů a abecedně):
- 1. Moravané (4 kraje: Moravskoslezský kraj, Olomoucký kraj, Zlínský kraj, Jihomoravský kraj)
- 2. Koruna Česká (monarchistická strana Čech, Moravy a Slezska) (4 kraje: mj. Plzeňský kraj[17])
- 5. Česká strana národně socialistická (3 kraje: mj. Plzeňský kraj[17])
- 14. Humanistická strana (Praha)
- 19. Klíčové hnutí (Praha)
- 11. Národní prosperita (Liberecký kraj)

Čísla pro hlasovací lístky byla vylosována 7. září 2009.

## Volební preference
Tabulka ukazující vývoj předvolebních preferencí v čase. Jedná se o výzkumy různých agentur s různou metodikou, výsledky tedy nejsou vzájemně porovnatelné.
| Výzkum                         | ČSSD | ODS  | KSČM | KDU-ČSL | SZ  | TOP09 | VV  | Ostatní | Žádnou | Neví |
| ------------------------------ | ---- | ---- | ---- | ------- | --- | ----- | --- | ------- | ------ | ---- |
| STEM, 16.1.2009                | 37,7 | 22,5 | 9,9  | 6,5     | 5,8 | -     | -   | 3,7     | 5,6    | 8,3  |
| Median, leden 2009             | 35,3 | 31,3 | 14,2 | 7,0     | 5,5 | -     | -   | 6,6     | -      | -    |
| STEM, 13.2.2009                | 35,2 | 25,5 | 11,8 | 6,8     | 5,1 | -     | -   | 2,7     | 5,0    | 7,9  |
| CVVM, únor 2009                | 27   | 21   | 11   | 5       | 4   | -     | -   | 3       | 17     | 12   |
| Median, 10. března 2009        | 38,0 | 36,4 | 11,6 | 5,5     | 3,5 | -     | -   | 5,0     | -      | -    |
| STEM, 17. března 2009          | 35,3 | 27,8 | 11,0 | 6,0     | 5,3 | -     | -   | 2,9     | 4,7    | 7,0  |
| Median, březen 2009            | 36,4 | 33,5 | 10,6 | 8,6     | 3,9 | -     | -   | 6,9     | -      | -    |
| STEM, 15. dubna 2009           | 35,1 | 27,5 | 10,5 | 4,4     | 5,6 | -     | -   | 4,8     | 4,6    | 7,6  |
| Median, duben 2009             | 35,7 | 32,2 | 13,0 | 5,8     | 3,4 | -     | -   | 10,0    | -      | -    |
| STEM, květen 2009              | 32,4 | 23,7 | 10,9 | 5,9     | 5,3 | -     | -   | 6,5     | 5,8    | 9,5  |
| CVVM, květen 2009              | 25   | 19   | 10   | 4,5     | 5   | -     | -   | 2,5     | 21     | 13   |
| STEM, 19.6.2009                | 28,2 | 28,3 | 12,8 | 6,2     | 2,7 | -     | -   | 6,3     | 6,0    | 9,5  |
| CVVM, červen 2009              | 30   | 35   | 16   | 6,5     | 5,5 | 2     | -   | 5,0     | -      | -    |
| SANEP, červen 2009             | 33   | 30   | 12,5 | 6,2     | 3,8 | 9,5   | -   | 4,0     | -      | -    |
| Median, červenec 2009          | 34,8 | 31,4 | 11,9 | 7,8     | 2,4 | 6,5   | -   | 5,3     | -      | -    |
| SANEP, 6. srpna 2009           | 30,8 | 32,1 | 13,3 | 5,9     | 2,4 | 9,2   | -   | 7,0     | -      | -    |
| CVVM, srpen 2009               | 33   | 31   | 13,5 | 5       | 3   | 9,5   | 1,5 | 3,5     | -      | -    |
| SANEP, 26. srpna 2009          | 31,4 | 31,6 | 12,8 | 5,4     | 2,5 | 11,1  | -   | 5,0     | -      | -    |
| Factum Invenio, 28. srpna 2009 | 29,5 | 27,9 | 13,4 | 6,6     | 2,9 | 11,4  | 3,4 | 4,9     | -      | -    |
| CVVM, 7. září 2009             | 29,5 | 29,5 | 15,5 | 5,5     | 4,5 | 13    | 1   | 1,5     | -      | -    |
| Factum Invenio, 18. září 2009  | 32,6 | 27,2 | 13,8 | 4,6     | 3,0 | 11,9  | 3,5 | 3,4     | -      | -    |

V průzkumu na síti Facebook zvítězila ke dni 17. září 2009 ODS se ziskem 33,4% hlasů, druhá byla TOP 09 se ziskem 22,3% hlasů, třetí Dělnická strana se ziskem 15,4%, pátá Česká pirátská strana se ziskem 10,5% hlasů. Šestá ČSSD již měla těsně pod 5%.
V online hlasování na webu Aktuálně.cz zvítězila TOP 09 před ODS. Do Sněmovny by se ještě dostaly ČSSD, KSČM a Věci veřejné.